# Kōji Miura
Kōji Miura (japanisch 三浦 糀 Miura Kōji; * 28. März 1995) ist eine japanische Mangaka. Ihre romantische Sport-Serie Blue Box wurde verfilmt und unter anderem ins Deutsche übersetzt.

## Werdegang und Werk
Miura machte einen Abschluss an der Fakultät für Kunst und Kultur an der Kunsthochschule Musashino. Unter dem Pseudonym Satoshi Yūki wurde ihr Debüt Yoku to veröffentlicht. Es folgte die Kurzgeschichte thirst, die 2014 erschien und eine lobende Erwähnung beim Preis des Shōnen Magazine erhielt. Die erste Serie, die von Miura kommerziell veröffentlicht wurde, war Aozora Lover. Die später in zwei Bänden zusammengefasste Serie erschien im Magazin Manga Box und erzählt von Zwillingen, die beide Tischtennis und ihre Kindheitsfreundin lieben. 2017 und 2018 erschien dann die romantische und erotische Komödie Sensei, Suki Desu., die von einer Schülerin erzählt, die sich in einen jungen Lehrer verliebt hat. Ab 2021 folgte dann Miuras bisher erfolgreichster Manga Blue Box. Die Geschichte über die Liebe zwischen einem Badminton-Spieler und einer Basketball-Spielerin an der Mittel- und Oberschule wurde in mehrere Sprachen übersetzt, darunter seit 2023 für Carlsen Manga ins Deutsche, und 2024 als Anime-Fernsehserie umgesetzt.

## Bibliografie (Auswahl)
- Aozora Lover (青空ラバー, 2015–2016, 2 Bände)
- Sensei, Suki Desu. (先生、好きです。, 2017–2018, 4 Bände)
- Blue Box (アオのハコ Ao no Hako, seit 2021, 18 Bände)